# 欧克斯
欧克斯（法語：Haux，法語發音：[ɔks]）是法国吉伦特省的一个市镇，属于波尔多区。

## 地理
欧克斯（44°44'0"N, 0°21'37"W）面积10.21 平方千米，位于法国新阿基坦大区吉倫特省，该省份为法国西南部沿海省份，是法國本土面积最大的省，北起滨海夏朗德省，西临大西洋，南至朗德省，东南接洛特-加龍省，东临多爾多涅省。
与欧克斯接壤的市镇（或旧市镇、城区）包括：克雷翁、勒图尔讷、卡皮扬、朗瓜朗、圣热内德隆博、拉索沃、塔巴纳克。
欧克斯的时区为UTC+01:00、UTC+02:00（夏令时）。

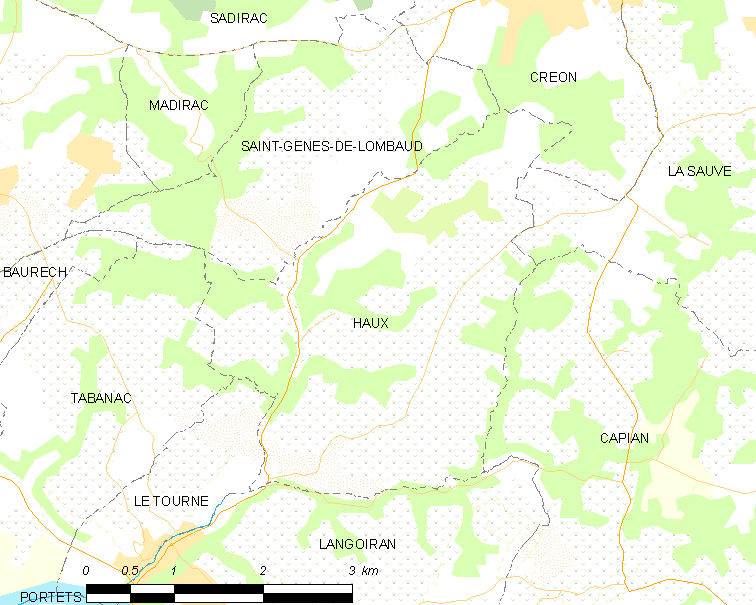
欧克斯的OSM定位图

## 行政
欧克斯的邮政编码为33550，INSEE市镇编码为33201。

## 政治
欧克斯所属的省级选区为海间县。

## 人口

1962-2008年间欧克斯人口变化图示

欧克斯于2022年1月1日时的人口数量为843人。